# Worst Episode Ever
Worst Episode Ever, llamado El peor episodio de la historia en España y El peor episodio de la serie en Hispanoamérica, es un episodio perteneciente a la duodécima temporada de la serie animada Los Simpson, estrenado en Estados Unidos el 4 de febrero de 2001 y en Hispanoamérica su estreno fue el 16 de septiembre de 2001. Fue escrito por Larry Doyle, dirigido por Matthew Nastuk y la estrella invitada fue Tom Savini como sí mismo. En el episodio, el Sujeto de las Historietas sufre un ataque cardíaco y Bart y Milhouse se hacen cargo de la tienda.

## Sinopsis
Todo comienza cuando Bart gana 50 dólares, luego de apostarle a Homer que no podría comerse toda una caja de bicarbonato caducado.
Con el dinero, va junto a Milhouse a la tienda de Apu, a una tienda de lavado de ropa y, finalmente, al Calabozo del Androide, la tienda de historietas. Allí ven a la madre de Martin Prince, quien va al local a tratar de vender una caja con artículos de valor incalculable. Jeff Albertson el sujeto de las historietas, al ver que la mujer no conocía el valor de las cosas de Martin, trata de engañarla pagándole muy poco por todo; sin embargo, Milhouse y Bart la previenen diciéndole que valían más que lo que el dueño pensaba pagarle, haciendo que la dama tome las cosas de su hijo y deje el lugar, enojada con el propietario de la tienda. Éste, enojado con los niños, les prohíbe la entrada a su tienda para siempre (agregándolos a una lista en la que estaban Sideshow Bob, Nelson Muntz, y Matt Groening).
Un día, en la tienda se realizaría un espectáculo de efectos especiales, organizado por Tom Savini. Bart y Milhouse, con ayuda de Homer, tratan de entrar en la tienda para ver el show disfrazados, pero Jeff los reconoce. Sin embargo, logran ver algo a través de la vitrina. En el show, Tom se estaba burlando del dueño del negocio, quien, avergonzado y ofendido, sufre un colapso de estrés, lo cual conlleva a un ataque cardíaco. Bart y Milhouse llaman a la ambulancia, salvando la vida del sujeto de las Historietas.
Como el sujeto debía quedarse en el hospital, el Dr. Hibbert le sugiere que deje su tienda a cargo de algunos amigos. Como el hombre no tiene amigos, Bart y Milhouse se hacen cargo del negocio, transformándolo en un lugar amigable para los niños.
Mientras todo esto pasaba, Homer trata de que Jeff se readapte con la sociedad a través de los amigos. Lo lleva a la Taberna de Moe, donde algunos se burlan de él pero sin hacer mucho esfuerzo, Jeff es odiado por todos los amigos de Homer y es expulsado de la taberna.
Un día, Milhouse, en ausencia de Bart (el jefe) adquiere dos mil ejemplares de una historieta llamada "Bíclope", la cual trataba sobre un superhéroe con gafas. Las historietas no logran venderse, y Bart se enoja muchísimo con Milhouse, ya que había desperdiciado mucho dinero. Cuando los niños comienzan a pelear, ruedan hacia un póster, el cual se abre y deja ver un cuarto secreto, en el cual el Sujeto de las Historietas guardaba una colección ilegal de cintas de video.
Por otro lado, Jeff está obligado a hacer amigos de alguna forma pero en eso, terminado conociendo a Agnes Skinner de quien se enamora (teniendo en cuenta que como nunca tuvo novia, no le importaría la edad que tuviese). Ambos comienzan un noviazgo, que termina siendo algo extraño para muchos, incluso para Skinner.
Al descubrir todos los videos, Bart y Milhouse le permiten a los niños de Springfield presenciar los videos, luego de cobrarles, y todos ven planes secretos del gobierno de los Estados Unidos y cintas de los soplones de la policía. Sin embargo, pronto la Policía llega al sitio, arma una redada y decomisa los videos. Bart le dice al jefe Wiggum que su propietario legítimo era Jeff, el sujeto de las Historietas, y la policía va en busca de Jeff. Cuando lo encuentran, lo ven besándose con Agnes en una cama. Sin temor alguno, Jeff es arrestado y aunque le pide a Agnes que lo espere, ella termina con él ya que era muy anciana para esperarlo. 
Bart y Milhouse, por su parte, dejan de ser dueños del local y vuelven a ser amigos, ya que habían pasado momentos felices y, además, habían faltado a la escuela muchos días. 
El episodio termina con Ned Flanders, quien va conduciendo su auto en compañía de un mono producto de la radioactividad nuclear (historia que saló de los videos que Jeff tenía ocultos), quien lo agrede constantemente hasta el punto de hacer que tome por accidente el carril contrario.